# Первинка (Нижньогородська область)
Первинка (рос. Первинка) — селище у складі Ардатовського району Нижньогородської області. Входить до складу Стексовської сільської ради.

## Населення
| 1999 | 2002 | 2010 |
| ---- | ---- | ---- |
| 52   | ↘40  | ↘28  |